# 饒家輝
饒家輝（Calvin Yiu Ka Fai），香港體育評述員，現時於now TV擔任體育評述工作，例如桌球等運動。早年曾在無線電視效力，其後曾短暫加盟亞視，後來加入現時效力的nowTV。

## 軼事
2007年，當時效力now tv的饒曾訪問南華中場李海強，遭對方突襲用香檳狂噴。饒終於2011成功用香檳噴回對方。

## 外部連結
- . 主場博客.   [14 May 2015]. （原始内容存档于2020-11-29）. （页面存档备份，存于）
- . 體路 Sportsroad.   [14 May 2015]. （原始内容存档于2020-10-21）. （页面存档备份，存于）